# Список пісень Alice in Chains

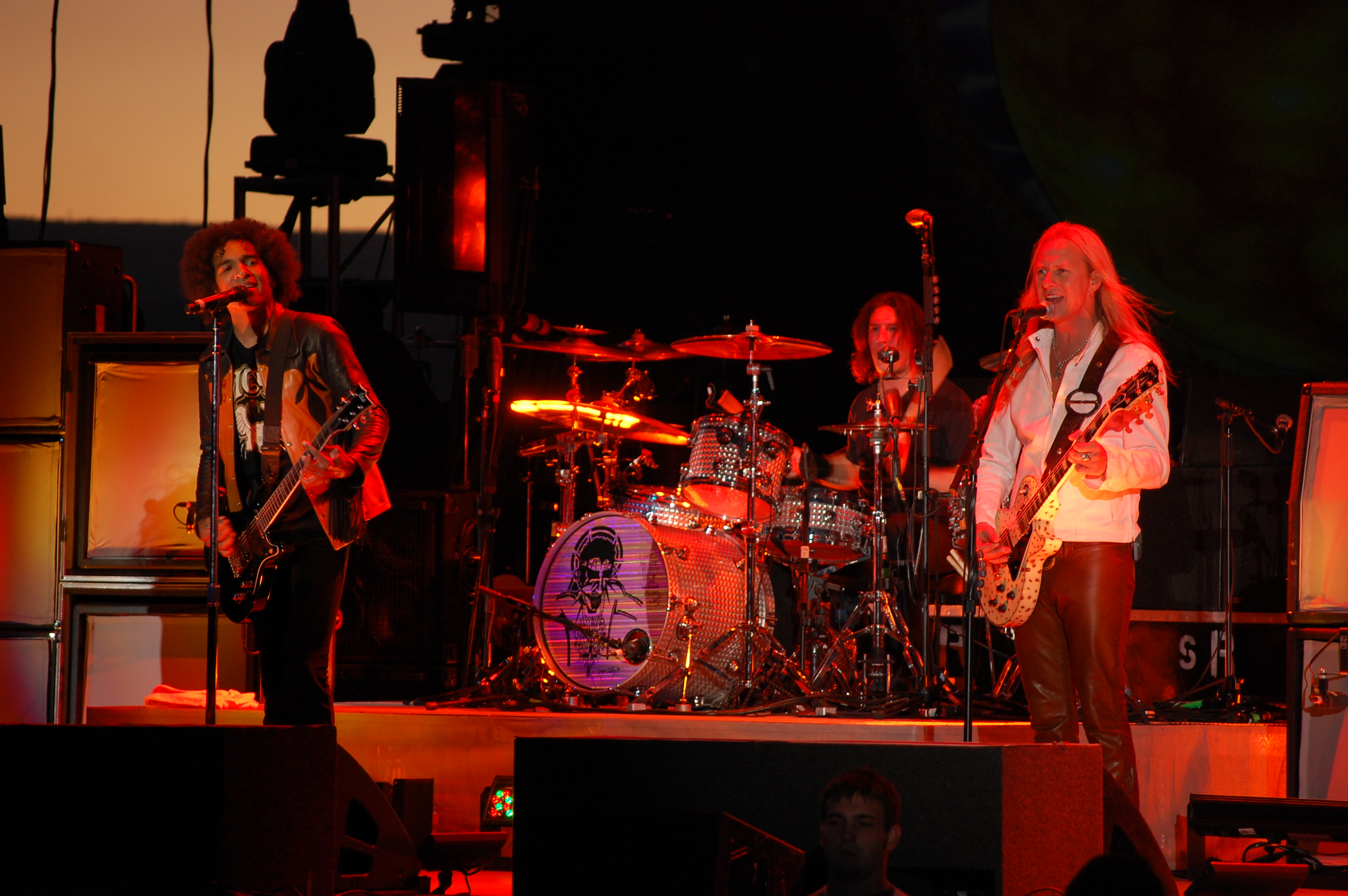
Alice in Chains на концерті в Олімпії, США. 2007 рік

Список пісень Alice in Chains містить близько ста композицій, випущених гуртом із 1990 по 2018 роки.
Перші пісні сіетлської рок-групи Alice in Chains, заснованої гітаристом Джеррі Кантреллом, вийшли в 1990 після підписання контракту з лейблом Columbia Records. Alice in Chains дебютували з мініальбомом We Die Young (1990), що містив три композиції, після чого випустили повноформатну платівку Facelift (1990). Широку популярність колективу приніс сингл «Man in the Box», який потрапив у ротацію на MTV в 1991 році. На хвилі інтересу до гранджової музичної сцени наступним хітом гурту стала пісня «Would?», написана до фільму «Одинаки», що увійшла до другого альбому гурту Dirt (1992). Крім цього, Alice in Chains стали однією з перших груп альтернативного року, що виконували акустичні композиції, видавши мініальбоми Sap (1992) і Jar of Flies (1994), що містили хіти «No Excuses» і «I Stay Away».
У середині 1990-х років Alice in Chains опинилися на межі розпаду через героїнову залежність вокаліста Лейна Стейлі. Гурт не виступав понад два роки, після чого повернувся для акустичного виступу MTV Unplugged (1996). Після кількох концертів Стейлі остаточно відмовився від гастролей. 1999 року вийшов бокс-сет Music Bank, який містив дві нові пісні «Get Born Again» та «Died», кілька неопублікованих раніше композицій, а також демо-версії та концертні записи вже відомих пісень. 2002 року Лейн Стейлі помер від передозування наркотиків і музиканти зосередилися на власних проєктах.
У 2005 році колишні учасники Alice in Chains возз'єдналися для благодійного концерту із запрошеними вокалістами. 2009 року вийшов перший після тривалої перерви альбом Black Gives Way to Blue із новим солістом Вільямом Дювалем. Протягом наступних десяти років Alice in Chains випустили ще два студійні альбоми — The Devil Put Dinosaurs Here (2013) та Rainier Fog (2018), а також кілька синглів, що посіли високі місця в американських рок-чартах.

## Історія створення пісень

### 1988. Перші демо-записи
Ранній репертуар гурту, який тоді ще виступав під назвою Diamond Lie, складався як із власних пісень, написаних Джеррі Кантреллом та Лейном Стейлі раніше, так і кавер-версій улюблених композицій. Лише одна з них — «Killing Yourself» — увійшла до першого офіційного релізу Alice in Chains, мініальбому 1990 року We Die Young. Ще кілька демоверсій та концертних записів було опубліковано у бокс-сеті Music Bank у 1999 році.
- «I Can't Have You Blues» (укр. Не дозволю тобі нудьгувати) — оригінальна пісня гурту, що відкривала перший концерт Diamond Lie у Кейн-холі 15 січня 1988 року. Джеррі Кантрелл придумав її задовго до зустрічі з Лейном Стейлі[2][3][4].
- «Killing Yourself» (укр. Вбивати себе) — оригінальна пісня з першого концерту гурту. Єдина пісня з раннього репертуару, що була записана під час студійних сесій Facelift, але так і не увійшла до платівки через занадто глем-рокове звучання[5][3][6].
- «King of the Kats» (укр. Король кішок), «Some Girls» (укр. Деякі дівчата) — оригінальні пісні з першого концерту гурту. Згодом гурт відмовився від їх виконання і не включив до демозапису Treehouse Tapes 1988 року[5].
- «Taxi Driver»(укр. Таксист) — кавер-версія пісні Hanoi Rocks[en], виконана на першому концерті гурту. Вона була присвячена барабанщику Hanoi Rocks, який загинув в автокатастрофі 1984 року[5].
- «Queen of the Rodeo» (укр. Королева родео) — пісня з репертуару попереднього гурту Лейна Стейлі Alice N' Chains, написана разом з його другом Джетом Сільвером у 1986 році[2][3][4].
- «Suffragette City» (укр. Місто суфражисток) — кавер-версія пісні Девіда Бові, яку так і не встигли вивчити музиканти попереднього гурту Кантрелла, але пізніше вона з'явилася в репертуарі Diamond Lie/Alice in Chains[5][3][4].
- «Social Parasite» (укр. Соціальний паразит) — власна пісня, що стала реакцією Джеррі Кантрелла на критику його творчості та способу життя, яка лунала від його друзів і батьків[2][3].
- «Whatcha Gonna Do» (укр. Що ти будеш робити) — пісня була натхненна глем-металом кінця 1980-х років, а також творчістю Guns N' Roses. Одна з перших пісень, що визначили стиль Alice in Chains, як і «I Can't Remember»[2][3][4].
- «Bite the Bullet» (укр. Вкуси пулю), «Chemical Addiction» (укр. Хімічна залежність), «Fairytale Love Story» (укр. Казкова історія кохання) — власні пісні гурту, що увійшли до демозапису Diamond Lie Treehouse Tapes, але так і не потрапили до офіційних альбомів або збірок Alice in Chains[4].

### 1989—1990.Facelift
Після зміни назви гурту на Alice in Chains та зустрічі з продюсером Дейвом Джерденом, музиканти змінили стиль і стали грати важчі та похмуріші пісні. Нові композиції лягли в основу дебютного альбому Facelift, що вийшов 1990 року.
- «We Die Young» (укр. Ми помремо молодими) — пісня написана Кантреллом після того, як він побився з барабанщиком Шоном Кінні та після сварки тимчасово переїхав жити в будинок продюсера Alice in Chains та Soundgarden Сюзан Сільвер. Прямуючи на репетицію, з вікна автобуса він бачив дітей, які продають наркотики, і цей образ викликав у нього асоціації із фразою «Ми помремо молодими», що дала назву пісні та дебютному мініальбому Alice in Chains[3][7].
- «Man in the Box» (укр. Людина в коробці) — Лейн Стейлі написав текст після зустрічі з керівниками Columbia Records, що розповіли йому за обідом, як худобу вирощують у дерев'яних загонах («коробках») на забій. Гітарний ток-бокс було додано за рекомендацією продюсера Дейва Джердена, за аналогією з хітом Bon Jovi «Livin' on a Prayer». Композиція потрапила до ротації на MTV та принесла гуртові широку популярність[8][7][3].
- «Bleed the Freak» (укр. Пустити кров уродові) — похмура пісня стала відповіддю Джеррі Кантрелла недружньому навколишньому світові: «Я змирився з тим, як нас принижували багато років і дивилися, як ми кровоточимо, але тепер хочу, щоб вони стікали кров'ю у відповідь»[3][9].
- «Sea of Sorrow» (укр. Море скорботи) — Кантрелл описав у тексті два епізоди, які сталися з ним із різницею у два роки, але були ідентичні: його стосунки з дівчиною починалися благополучно, але згодом ставали руйнівними[9].
- «Confusion» (укр. Збентеження) — Стейлі описав у пісні суперечливі стосунки з подругою: спочатку вони люблять один одного, потім ненавидять, а потім все повторюється. Ця композиція нагадувала Джеррі Кантреллу океан, тому продюсер Дейв Джерден додав до неї звуки хвиль, що б'ються об берег[3].
- «I Can't Remember» (укр. Не можу згадати) — на думку Джеррі Кантрелла, поряд з «Man in the Box» ця пісня стала одним із перших прикладів фірмового стилю Alice in Chains[3].
- «It Ain't Like That» (укр. Це не так) — вступний риф з'явився у Кантрелла на репетиції випадково, але так сподобався Майку Старру та Шону Кінні, що ті доопрацювали важку частину композиції, а Кантрелл написав текст, виплеснувши злість на навколишній світ[3][10].
- «Love, Hate, Love» (укр. Любов, ненависть, любов) — потужна композиція з видатним вокалом Лейна Стейлі та гітарним соло, яку Кантрелл називав одним із найяскравіших фрагментів альбому. Як і «Confusion», вона була присвячена стосункам Стейлі зі своєю дівчиною[3].
- «I Know Somethin (Bout You)» (укр. Я знаю дещо (про тебе)) — пісня про людей, які сумніваються в здібностях інших і наполягають, що вони кращі за оточуючих, а ті нічого без них не варті[11].
- «Put You Down» (укр. Не можу тебе відпустити) — композиція була витримана в дусі більш ранніх Alice in Chains, що виконували глем-метал у стилі Skid Row[12].
- «Sunshine» (укр. Сонечко) — Джеррі Кантрелл написав цю композицію після того, як його мати померла від раку, а сам він перебував у глибокій депресії[9].
- «Real Thing» (укр. Справжня річ) — як і «Sea of Sorrow», пісня була написана групою ще до підписання контракту з Columbia Records. Лейн Стейлі написав її про друга, який мало не збожеволів, захопившись кокаїном[11][13].

### 1991.SinglesтаSap
Восени 1991 року режисер Кемерон Кроу виділив чималий бюджет, щоб Alice in Chains записали пісню для його фільму «Одинаки». З усього матеріалу у фільм увійшла лише одна пісня «Would?». Демоверсії, що залишилися, лягли в основу акустичного мініальбому Sap.
- «Would?» (укр. Якби?) — пісня була присвячена фронтмену сіетлської групи Mother Love Bone Ендрю Вуду, який загинув від передозування наркотиків, і увійшла до саундтреку до «Одинаків». Також гурт включив її до другого студійного альбому Dirt. За словами Джеррі Кантрелла, у пісні він звертався до тих, хто засуджував спосіб життя Вуда, навіть не знаючи його особисто[3].
- «Brother» (укр. Брат) — пісня, в якій Кантрелл висловив свої почуття до рідного брата, який після розлучення батьків залишився жити з татом. «У той час ми жили порізно… але я намагався побудувати міст між нами»[3].
- «Am I Inside» (укр. Чи я всередині?) — як і в «Brother», у цій пісні можна почути запрошений вокал солістки Heart Енн Вілсон[14].
- «Got Me Wrong» (укр. Зрозуміла мене неправильно) — лірична композиція, що описує несерйозні стосунки Кантрелла з випадковою подругою після розриву зі своїм «справжнім коханням»[3].
- «Right Turn» (укр. Поворот праворуч) — в записі пісні взяли участь знайомі сіетлські вокалісти Кріс Корнелл і Марк Арм, а її виконавцем був вказаний вигаданий гурт Alice Mudgarden (від Alice in Chains, Mudhoney та Soundgarden)[3][7].
- «Love Song» (укр. Любовна пісня) — ця жартівлива композиція була записана музикантами на невластивих їм інструментах: Лейн Стейлі сів за барабани, Джеррі Кантрелл і Майк Старр обмінялися гітарами, а Шон Кінні став вокалістом[15].
- «Lying Season» (укр. Сезон брехні) — пісня була записана під час демосесій для «Одинаків», але не потрапила на альбоми Alice in Chains. Гурт випустив її лише 1999 року в бокс-сеті Music Bank, назвавши «дурною модною композицією»[3].
- «Fear the Voices» (укр. Бійтеся голосів) — це одна пісня, що з'явилася в результаті цих сесій, була написана Майком Старром. Бас-гітарист наполягав на тому, щоб її включили до другого альбому Alice in Chains, проте хоча на її запис і зведення витратили багато зусиль, до альбому вона так і не потрапила, не відповідаючи його похмурому характеру. 1999 року вона вийшла синглом зі збірки Music Bank[3][16].

### 1992.Dirt
Коли прийшов час випускати другий студійний альбом, в Alice in Chains була готова лише половина пісень. Композиції, яких бракувало, музиканти дописали спільно, усамітнившись на репетиційній точці в Малібу за місяць до походу в студію.
- «Dirt» (укр. Бруд) — пісню побудовано навколо гітарного рифу із характерним бендом, який Джеррі Кантрелл вважав показовим для себе як виконавця. Текст до неї написав Лейн Стейлі, присвятивши своїй подрузі Демрі Перрот[3].
- «Rooster» (укр. Задирака) — пісня була написана ще за часів Facelift, коли Джеррі Кантрелл жив у Кріса Корнелла та Сюзан Сільвер. Гітарист присвятив її своєму батькові, який пройшов через війну у В'єтнамі та отримав там прізвисько «Задирака»[7].
- «Dam That River» (укр. Запрудити цю річку) — композиція, яку Кантрелл написав після бійки з Шоном Кінні: «Він розбив об мою голову кавовий стіл, а я у відповідь написав цю пісню»[3].
- «Down in a Hole» (укр. Глибоко в прірві) — пісня, яку Кантрелл присвятив своєму давньому коханню, зізнавшись, що його кочовий спосіб життя не сприяє довгостроковим стосункам[3].
- «Them Bones» (укр. Їхні кістки) — пісня описує ставлення Джеррі Кантрелла до смертності: «Одного разу все, що після нас залишиться — це купа кісток»[3][7].
- «Rain When I Die» (укр. Дощитиме, коли я помру) — одна з небагатьох пісень, написаних Лейном Стейлі та Джеррі Кантреллом разом. Кожен із них підготував власні слова, а фінальний текст складався з фрагментів фраз, з'єднаних разом[3].
- «Junkhead» (укр. Наркоман) — пісня була написана Лейном Стейлі в період лікування від наркотичної залежності. Вона відкриває «героїновий» цикл на Dirt і виконується від імені головного героя, який завзято розповідає про своє нове захоплення[3][7].
- «Sickman» (укр. Хворий) — для цієї пісні Лейн Стейлі попросив Джеррі Кантрелла написати «найхворішу, похмуру важку» музику. Її текст Стейлі також написав, коли перебував у реабілітаційній клініці[7][3][17].
- «God Smack» (укр. Божа кара) — ще одна пісня, що описує «героїновий» період у житті групи, в якій співається про те, що для наркомана героїн замінює Бога. На честь цієї пісні був названий американський рок-гурт Godsmack[3].
- «Hate To Feel» (укр. Ненавиджу відчувати) — одна з двох пісень, повністю написаних Лейном Стейлі, як і «Angry Chair». Їхніми робочими назвами були «Rock On» і «Rockmanoff», або просто «Rockmanoff I» і «Rockmanoff II». Гітарний вступ нагадував пісню Led Zeppelin «Dazed and Confused»[17].
- «Angry Chair» (укр. Сердитий стілець) — ще одна своєрідна відповідь Стейлі Кантреллу: Джеррі свого часу наважився виконати провідну вокальну партію, а тут Стейлі написав основний гітарний риф. Пісня завершувала «героїновий» цикл і показувала, як ставлення до наркотиків змінилося від захоплення до ненависті[17][3].
- «Iron Gland» (укр. Залізна залоза) — коротка інтерлюдія, побудована на гітарному рифі, який дратував усіх музикантів, і Кантрелл пообіцяв, що більше ніколи його не гратиме. Текст пісні був алюзією до «Iron Man[en]» Black Sabbath, а заспівав її Том Арая з Slayer[3].

### 1993.Last Action Hero
Пісні для фільму «Останній кіногерой» були записані у квітні 1993 року у студії Avast! Studios.
- «A Little Bitter» (укр. Трохи гірко) — перша пісня Alice in Chains, придумана і записана з Майком Айнезом. Кантрелл запитав у нового учасника гурту, чи має той власні напрацювання, і бас-гітарист показав риф з пулл-офами, який ліг в основу пісні[3][18].
- «What the Hell Have I» (укр. Що в біса я маю) — ця пісня була придумана ще до запису саундтреку, але Кантрелл погодився використати її у фільмі. Гітарист адресував її Лейну Стейлі, описуючи ту плутанину, що діялася в групі. Кантрелл хотів зіграти в ній на справжній ситарі, але зрештою використав електроситар[7].

### 1994.Jar of Flies
Усі пісні були придумані та записані у вересні 1993 року у студії London Bridge Studios, під час тижневої перерви у концертному турне на підтримку Dirt. Jar of Flies вийшов в 1994 році та став першим мініальбомом в історії музики, що дебютував на першому місці хіт-параду Billboard 200.
- «Don't Follow» (укр. Не йди за мною) — єдина пісня з Jar of Flies, яка була частково готова заздалегідь. Її Кантрелл написав під час гастролей в Ірландії, коли сумував за своєю родиною та подругою. Партії бек-вокалу виконали Майк Айнез та гітарні техніки гурту, а соло на губній гармоніці — друг Кріса Корнелла Девід Аткінсон[19][20].
- «Rotten Apple» (укр. Гниле яблуко) — ще один приклад творчого внеску нового бас-гітариста Майка Айнеза, разом з композиціями з «Останнього кіногероя» та піснею «I Stay Away». Пісню побудовано навколо бас-гітарного рифу, на який накладалася гітарна партія Кантрелла з використанням ток-боксу[7][21].
- «I Stay Away» (укр. Триматимусь якомога далі) — пісня, яку було записано за участі струнного квартету. Джеррі Кантрелл не володів нотною грамотою, але зібрав класичних музикантів, узяв до рук гітару і пояснив, що він хотів би почути[22][21].
- «No Excuses» (укр. Без виправдань) — пісня починається зі вступу Шона Кінні з використанням бонго та додаткових барабанів, а провідні вокальні партії Кантрелл та Стейлі виконали по черзі. На момент релізу пісня була однією з найбільш «попсових» у репертуарі гурту[20][6].
- «Nutshell» (укр. Шкаралупа) — спочатку ця середньотемпова композиція вважалася прохідною на альбомі та навіть не стала синглом. Після смерті Лейна Стейлі її значення було переосмислено, вона стала вважатися своєрідною посвятою загиблому музиканту і входила до програми більшості виступів гурту[23][24].
- «Swing on This» (укр. Свінгуй під це) — джазова композиція починалася з імпровізації Шона Кінні, яку підхопили решта музикантів, і стала пародією на свінгові біг-бенди[25].
- «Whale & Wasp» (укр. Кит та оса) — один із ранніх творів Джеррі Кантрелла, написаний ним у вісімнадцять років. Назва інструментальної композиції відбиває її звучання: саме так Кантрелл уявляв спілкування кита та оси[7].

### 1995.Alice in Chains
У період неактивності Alice in Chains Джеррі Кантрелл продовжував створювати нові пісні, щоб випустити їх на третьому альбомі групи, або на сольній платівці. Частина пісень була придумана без Лейна Стейлі заздалегідь, а частина — вже з ним дописана прямо в студії. Платівка отримала назву Alice in Chains.
- «Grind» (укр. Скрегіт) — пісня стала відпсовіддю на численні чутки про розпад Alice in Chains у зв'язку зі скасованими концертами та проблемами Стейлі з наркотиками. З перших рядків група заявляє, що її ще рано ховати[3][26][27].
- «Over Now» (укр. Все закінчено) — пісня була придумана і записана однією з перших, разом з «Grind» та «Again», коли Кантрелл ще думав про запис власного альбому. Вона присвячена розриву стосунків між музикантами та містить рядки: «Чи можеш дивлячись мені в очі сказати, що все скінчено?»[27][28][29]
- «Again» (укр. Знову) — музика до пісні була написана під час демосесій із барабанщиком Скоттом Роквеллом. Початковий текст належав Джеррі Кантреллу, але пізніше його повністю переписав Лейн Стейлі. У пісні співається про зраду друга, а тимчасовий приспів із фразою «Ту-ту» замість слів Стейлі залишив у фінальній версії, щоб дошкулити звукорежисерові[27][30].
- «Brush Away» (укр. Змахнути) — пісня виділяється гітарним соло Джеррі Кантрелла, що було програно у зворотному порядку. В її тексті Стейлі запитує, яким чином критики оцінюють його творчість[31][28].
- «Sludge Factory» (укр. Фабрика бруду) — важкий вступний риф Кантрелл написав ще сім років тому. Текст пісні з'явився у Лейна Стейлі після дзвінка керівників Columbia Records, які привітали його із золотим диском проєкту Mad Season Above, але водночас примусили його закінчити запис альбому Alice in Chains протягом дев'яти днів[30][31].
- «Frogs» (укр. Жаби) — демоверсію було записано в студії, біля якої знаходився ставок. Музиканти записали квакання жаб, яке потрапило у фінальний мікс і дало назву пісні. Подібно до «Again», у пісні співається про дружбу. Композиція тривала близько восьми хвилин і стала однією з найдовших в репертуарі гурту[3][27].
- «God Am» (укр. Як мій Бог) — у вступі можна почути, як Лейн Стейлі курить бонг. Це стало його особистим відсиланням до пісні «Intolerance» гурту Tool[32].
- «Head Creeps» (укр. Голова повзе) — основний гітарний програш написав Лейн Стейлі, а Кантрелл додав до нього металеві рифи, щоб пісня стала ще важчою[27].
- «Heaven Beside You» (укр. Небо поруч з тобою) — чергова пісня Кантрелла про стосунки з коханою дівчиною, які неможливо було підтримувати через спосіб життя музиканта. Вона була написана після розриву з подругою, з якою Кантрелл зустрічався сім років. Мелодія виникла у Кантрелла та Айнезу під час джем-сейшну зі знайомим музикантом із групи Green Apple Quick Step[33][28][27][3].
- «Nothin' Song» (укр. Пісня ні про що) — Лейну Стейлі було важко писати текст, тому він додав до нього все, що бачив навколо: рутину запису альбому і навіть недоїдений святковий торт, що залишився в студії. Гітарна партія виконана у відкритому строю, а основний риф витриманий у стилі Джиммі Пейджа[3][28].
- «Shame In You» (укр. Сором в тобі) — гітарний риф написали Кантрелл, Кінні та Айнез під час демосесій на початку 1995 року. Пісня також виконується у відкритому гітарному ладі, через що Кінні вважав її надто баладною[31].
- «So Close» (укр. Так близько) — ця пісня була записана останньою і гурт довго сумнівався, чи включати її в альбом[31].

### 1996—1999.MTV UnpluggedтаMusic Bank
На концерті MTV Unplugged 1996 року музиканти вперше виконали деякі композиції з альбомів Jar of Flies та Alice in Chains, а також представили нову пісню «Killer is Me»
- «Killer Is Me» (укр. Вбивця — це я) — приспів та основний риф були готові у Кантрелла за рік до шоу MTV Unplugged, але пісню довго не вдавалося завершити. Останні зміни були внесені за кілька годин до концерту і під час виступу Alice in Chains презентували її слухачам[3].

Після двох років неактивності влітку 1998 року гурт зумів зібратися у повному складі та записати дві нові пісні для бокс-сету Music Bank. Через поганий стан Лейн Стейлі не зміг придумати тексти та виконати свої партії, тому вони записувалися пізніше, окремо від групи. Обидві пісні призначалися для сольного альбому Degradation Trip Кантрелла, але вони сподобалися музикантам Alice in Chains і Лейн Стейлі написав до них тексти.
- «Get Born Again» (укр. Народитись знову) — через конфлікт із продюсером Дейвом Джерденом, гурту довелося перезаписати цю пісню з Тобі Райтом у Сіетлі. За словами Лейна Стейлі, у пісні співалося про релігійне лицемірство[3][34].
- «Died» (укр. Вмерла) — на відміну від «Get Born Again», ця композиція вийшла сирішою і незакінченою, схожою за якістю на демоверсію. Це остання пісня Alice in Chains, записана з Лейном Стейлі[3][35].

### 2007—2009.Black Gives Way to Blue
Нові пісні Alice in Chains почали з'являтись у листопаді 2007 року, після кількох концертних турів із вокалістом Вільямом Дювалем. Аж до березня 2008 року музиканти обмінювалися ідеями через Інтернет, а потім вирушили до студії, де записали альбом Black Gives Way to Blue.
- «Black Gives Way to Blue» (укр. На зміну чорному приходить синє) — перша з пісень з альбому, написана Кантреллом та присвячена Лейну Стейлі. У її записі взяв участь Елтон Джон, котрий зіграв на фортепіано[36][37].
- «Check My Brain» (укр. Перевірте мій мозок) — цю пісню гурт зіграв продюсеру Ніку Раскулінецю першою, чим переконав його розпочати роботу з Alice in Chains. Її текст присвячений переїзду Джеррі Кантрелла із Сіетлу до Каліфорнії[38].
- «A Looking in View» (укр. Погляд у дверне вічко) — важка семихвилинна композиція, що демонструвала фірмові гармонії нового дуету вокалістів, першою з альбому з'явилася в ефірі радіостанцій[38].
- «All Secrets Known» (укр. Всі секрети відкрито) — пісня, що відкривала альбом, була заявою групи про те, що «немає шляху назад» і Alice in Chains починають новий етап свого життя[39].
- «Last Of My Kind» (укр. Останній у своєму роді) — у написанні цієї пісні взяв участь Вільям Дюваль. Новий член групи також виконав у ній провідну вокальну партію[40].
- «Lesson Learned» (укр. Засвоєний урок) — основна ідея композиції та знятого на неї відеокліпу полягала в тому, що життя залишає шрами на тілі, але все залежить від того, як до цього ставитися і як з цим жити далі[41].
- «Private Hell» (укр. Приватне пекло) — пісня описувала останні дні життя Лейна Стейлі[36].
- «Your Decision» (укр. Твоє рішення) — текст пісні розповідав про те, як складається життя людини, яка прийняла неправильне рішення[42].
- «Take Her Out» (укр. Сходити з нею) — гітарна композиція виділялася мелодією, що запам'ятовується, і технічним виконанням[43].
- «When the Sun Rose Again» (укр. Коли знову зійшло сонце) — напівакустичний характер пісні та використання бонго Шоном Кінні робили її схожою на матеріал акустичних мініальбомів Alice in Chains[44].
- «Acid Bubble» (укр. Кислотна булька) — музика була готова у Кантрелла ще під час демосесій, але довго не міг закінчити текст другого куплета. Пісня лежала без діла довгий час, аж доки в кінці студійних сесій гітарист не дописав до неї текст і не записав її з групою[45].

### 2010—2013.The Devil Put Dinosaurs Here
Наступні пісні Alice in Chains були написані після закінчення турне на підтримку попереднього альбому. Загалом гурт мав близько 30-40 ідей, з яких вийшло 11-12 пісень, що увійшли до платівки The Devil Put Dinosaurs Here.
- «Hollow» (укр. Порожній) — основний риф був написаний Кантреллом у роздягальні перед останнім концертом туру Blackdiamondskye у 2010 році[46][47].
- «Pretty Done» (укр. Страшенно виснажений) — пісня будувалась навколо рифу на одній ноті з гітарним бендом, що нагадував «бриньчання селюка на варгані», через що робочою назвою було «Hillibilly High Rise»[48][46][47].
- «Stone» (укр. Камінь) — Джеррі Кантрелл придумав основний риф, коли лежав у лікарні після операції на плечі. Він не міг грати на гітарі, тому наспівав мелодію на мобільний телефон[48].
- «Voices» (укр. Голоси) — одна з перших пісень з альбому, придуманих Кантреллом: демоверсія була записана ним через місяці після початку турне Black Gives Way to Blue. Акустична композиція була написана та виконана на баритон-гітарі з низьким строєм[46].
- «The Devil Put Dinosaurs Here» (укр. Диявол підклав сюди динозаврів) — назва пісні висміювала креаціоністську теорію про те, що Диявол нібито підкинув кістки динозаврів, щоб люди не вірили в Бога. Музиканти вважали це вдалим жартом і зазначали, що ніхто й ніколи не називав альбом таким чином[48][47].
- «Lab Monkey» (укр. Піддослідна мавпочка) — основний риф Кантрелл вигадав на саундчеку в Монмуті. Басова партія була виконана з використанням ефекту дісторшну, а для гітарного соло застосовувався ток-бокс[47].
- «Low Ceiling» (укр. Низька стеля) — композиція увібрала риси класичних рок-хітів, на яких виросли музиканти, починаючи від Елтона Джона і закінчуючи Crosby, Stills & Nash. Попри життєрадісну музику, текст пісні вийшов похмурим[47][48].
- «Breath On a Window» (укр. Дихати на вікно) — ще одна пісня, яка зазнала впливу рок-пісень сімдесятих років, включаючи слайд-гітару, програш у середині, характерний для Lynyrd Skynyrd або Black Sabbath, і несподіване закінчення[47].
- «Scalpel» (укр. Скальпель) — акустична композиція нагадувала творчість групи періоду Sap (1992). Голос виконавців звучав під акомпанемент гітарних акордів та сольних програшів[47].
- «Phantom Limb» (укр. Фантомний біль) — єдина пісня на альбомі, написана одразу всіма учасниками гурту. Гітарне соло стало першим для Вільяма Дюваля у складі Alice in Chains. Текст пісні розповідав про героя фільму «127 годин», альпініста, який відрізав собі руку, щоб вижити[48][47].
- «Hung On a Hook» (укр. На гачку) — гітарний риф виник у Кантрелла під час турне Європою, а мелодія і текст були написані пізніше. Завершальні акорди композиції використовувалися як вступ на концертах туру Blackdiamondskye[47].
- «Choke» (укр. Вдавись) — ця спокійна композиція була записана з використанням незвичайного набору гітар: акустичних Guild і Gibson, а також електрогітари SG Junior[47].

### 2016—2018.Rainier Fog
- «Tears» (укр. Сльози) — до сорокарічного ювілею альбому гурту прогресивного року Rush 2112 було випущено ювілейне перевидання платівки, що включало кавер-версії композицій. Alice in Chains записали для нього пісню «Tears»[49].

Третій альбом гурту в новому складі, як і два попередні, був записаний із продюсером Ніком Раскулінцем. На відміну від двох попередніх, записаних у Лос-Анджелесі, цього разу гурт повернувся до студії у Сіетлі. Рідне місто та пов'язані з ним спогади стали головною темою альбому Rainier Fog.
- «The One You Know» (укр. Той, кого ти знаєш) — вступна композиція з різким і тривожним гітарним рифом була написана після смерті Девіда Бові і нагадувала Кантреллу його хіт 1975 року «Fame». У її тексті гурт вкотре повертається до теми наслідування, звертаючись до тих, хто не уявляв Alice in Chains без Лейна Стейлі[50][51].
- «Rainier Fog» (укр. Туман Рейніра) — заголовна композиція альбому була омажем до грандж-груп кінця вісімдесятих. Назва пісні та альбому відсилала до гори Рейнір, що знаходиться недалеко від Сіетла і нависає над містом. У записі демоверсії взяв участь бас-гітарист Guns N' Roses Дафф Маккаган[50].
- «So Far Under» (укр. Так глибоко) — автором другого синглу з альбому став Вільям Дюваль, він же зіграв у ній гітарне соло. Герой пісні протистоїть жорстокому навколишньому світу та обурюється через це. За словами Дюваля, натхненням для пісні стали як обставини його особистого життя, так і події у світі загалом[50][52].
- «Drone» (укр. Трутень) — пісня починалася з басової партії з використанням дисторшну, на кшталт Black Sabbath. За важким куплетом та приспівом слідував несподіваний бридж, у якому партію на акустичній гітарі зіграв колишній учасник місцевої групи Queensrÿche Кріс Дегармо[50].
- «Fly» (укр. Летіти) — масштабна акустична композиція, що поєднувала звучання акустичних та електрогітар, а також хитромудре аранжування. На тлі серйозних тем, піднятих в альбомі, ця пісня мала легший і безхитрісний характер[51][53].
- «Maybe» (укр. Можливо) — легка музика пісні контрастувала з її похмурим текстом. Композиція поєднувала стилістику AOR[en], а також фірмові вокальні гармонії Alice in Chains[51].
- «Never Fade» (укр. Ніколи не зникай) — пісня, ключовою фразою якої став рядок «Всі мої друзі йдуть». Її почав писати Джеррі Кантрелл, а закінчив Вільям Дюваль, придумавши текст у студії під враженням від смертей своєї бабусі та Кріса Корнелла[51].
- «Red Giant» (укр. Червоний гігант) — важка, некваплива та блюзова композиція через свій текст сприймалася як «антитрампівський гімн»[54].
- «Deaf Ears Blind Eyes» (укр. Глухий й сліпий) — одна з найнепримітніших композицій із платівки, що нагадувала творчість американських рок-гуртів вісімдесятих років[53].
- «All I Am» (укр. Все, чим я є) — епічна композиція, що закриває альбом, головний герой якої — старий боксер або солдат, що пройшов через масу боїв — дивиться на свої шрами та запитує: «Невже це і все, чим я є?»[50]

## Алфавітний список
Цей список містить пісні Alice in Chains, офіційно опубліковані у складі альбомів та збірок. До нього не входять неопубліковані пісні групи з ранніх демозаписів 1988—1989 років, таких як The Treehouse Tapes («Bite the Bullet», «Chemical Addiction», «Fairy Tale Love Story» та інші), кавер-версії, що потрапили на демо або записи концертів (наприклад, «Suffragette City» Девіда Боуї або «Taxi Driver» Hanoi Rocks), а також численні концертні версії пісень Alice in Chains, видані на бутлегах.
Сингли виділені напівжирним шрифтом, наприклад: «A Looking in View» 💿.
демо — демо-версія; наживо — концертна версія;  кавер — кавер-версія; неувійшло — не увійшли до студійних альбомів Alice in Chains.
| Пісня                          | Автори                         | Рік запису | Версія    | Рік виходу | Альбом                        | П      |
| ------------------------------ | ------------------------------ | ---------- | --------- | ---------- | ----------------------------- | ------ |
| «A Little Bitter»              | Стейлі, Кантрелл, Айнез, Кінні | 1993       | неувійшло | 1993       | OST Last Action Hero          | [ 56 ] |
| «A Looking in View» 💿         | Кантрелл, Дюваль, Кінні, Айнез | 2009       |           | 2009       | Black Gives Way to Blue       | [ 57 ] |
| «Acid Bubble»                  | Кантрелл                       | 2009       |           | 2009       | Black Gives Way to Blue       | [ 57 ] |
| «Again» 💿                     | Стейлі, Кантрелл               | 1995       |           | 1995       | Alice in Chains               | [ 58 ] |
| «All I Am»                     | Кантрелл                       | 2018       |           | 2018       | Rainier Fog                   | [ 59 ] |
| «All Secrets Known»            | Кантрелл                       | 2009       |           | 2009       | Black Gives Way to Blue       | [ 57 ] |
| «Am I Inside»                  | Кантрелл, Стейлі               | 1991       |           | 1992       | Sap                           | [ 60 ] |
| «Angry Chair» 💿               | Стейлі                         | 1992       |           | 1992       | Dirt                          | [ 61 ] |
| «Black Gives Way to Blue»      | Кантрелл                       | 2009       |           | 2009       | Black Gives Way to Blue       | [ 57 ] |
| «Bleed the Freak»              | Кантрелл                       | 1990       |           | 1990       | Facelift                      | [ 62 ] |
| «Breath On a Window»           | Кантрелл                       | 2012       |           | 2013       | The Devil Put Dinosaurs Here  | [ 63 ] |
| «Brother»                      | Кантрелл                       | 1991       |           | 1992       | Sap                           | [ 60 ] |
| «Brush Away»                   | Стейлі, Кантрелл, Кінні, Айнез | 1995       |           | 1995       | Alice in Chains               | [ 58 ] |
| «Check My Brain» 💿            | Кантрелл                       | 2009       |           | 2009       | Black Gives Way to Blue       | [ 57 ] |
| «Choke»                        | Кантрелл, Айнез, Кінні         | 2012       |           | 2013       | The Devil Put Dinosaurs Here  | [ 63 ] |
| «Confusion»                    | Стейлі, Кантрелл, Старр        | 1990       |           | 1990       | Facelift                      | [ 62 ] |
| «Dam That River»               | Кантрелл                       | 1992       |           | 1992       | Dirt                          | [ 61 ] |
| «Deaf Ears Blind Eyes»         | Кантрелл                       | 2018       |           | 2018       | Rainier Fog                   | [ 59 ] |
| «Died»                         | Стейлі, Кантрелл               | 1998       | неувійшло | 1999       | Music Bank                    | [ 3 ]  |
| «Dirt»                         | Кантрелл, Стейлі               | 1992       |           | 1992       | Dirt                          | [ 61 ] |
| «Don't Follow» 💿              | Кантрелл                       | 1993       |           | 1994       | Jar of Flies                  | [ 64 ] |
| «Down in a Hole» 💿            | Кантрелл                       | 1992       |           | 1992       | Dirt                          | [ 61 ] |
| «Drone»                        | Кантрелл, Айнез, Кінні         | 2018       |           | 2018       | Rainier Fog                   | [ 59 ] |
| «Fear the Voices» 💿           | Старр, Кантрелл, Стейлі        | 1992       | неувійшло | 1999       | Music Bank                    | [ 3 ]  |
| «Fly»                          | Кантрелл, Кінні                | 2018       |           | 2018       | Rainier Fog                   | [ 59 ] |
| «Frogs»                        | Стейлі, Кантрелл, Кінні, Айнез | 1995       |           | 1995       | Alice in Chains               | [ 58 ] |
| «Get Born Again» 💿            | Стейлі, Кантрелл               | 1998       | неувійшло | 1999       | Nothing Safe: Best of the Box | [ 65 ] |
| «God Am»                       | Стейлі, Кантрелл, Кінні, Айнез | 1995       |           | 1995       | Alice in Chains               | [ 58 ] |
| «God Smack»                    | Кантрелл, Стейлі               | 1992       |           | 1992       | Dirt                          | [ 61 ] |
| «Got Me Wrong» 💿              | Кантрелл                       | 1991       |           | 1992       | Sap                           | [ 60 ] |
| «Grind» 💿                     | Кантрелл                       | 1995       |           | 1995       | Alice in Chains               | [ 58 ] |
| «Hate To Feel»                 | Стейлі                         | 1992       |           | 1992       | Dirt                          | [ 61 ] |
| «Head Creeps»                  | Стейлі                         | 1995       |           | 1995       | Alice in Chains               | [ 58 ] |
| «Heaven Beside You» 💿         | Кантрелл, Айнез                | 1995       |           | 1995       | Alice in Chains               | [ 58 ] |
| «Hollow» 💿                    | Кантрелл                       | 2012       |           | 2013       | The Devil Put Dinosaurs Here  | [ 63 ] |
| «Hung On a Hook»               | Кантрелл                       | 2012       |           | 2013       | The Devil Put Dinosaurs Here  | [ 63 ] |
| «I Can’t Have You Blues»       | Кантрелл                       | 1988       | демо      | 1999       | Music Bank                    | [ 3 ]  |
| «I Can’t Remember»             | Стейлі, Кантрелл               | 1990       |           | 1990       | Facelift                      | [ 62 ] |
| «I Know Somethin (Bout You)»   | Кантрелл                       | 1990       |           | 1990       | Facelift                      | [ 62 ] |
| «I Stay Away» 💿               | Стейлі, Айнез, Кантрелл        | 1993       |           | 1994       | Jar of Flies                  | [ 64 ] |
| «Iron Gland»                   | Кантрелл                       | 1992       |           | 1992       | Dirt                          | [ 61 ] |
| «It Ain’t Like That»           | Кантрелл, Старр, Кінні         | 1990       |           | 1990       | We Die Young                  | [ 66 ] |
| «Junkhead»                     | Кантрелл, Стейлі               | 1992       |           | 1992       | Dirt                          | [ 61 ] |
| «Killer Is Me»                 | Кантрелл                       | 1996       | наживо    | 1996       | MTV Unplugged                 | [ 67 ] |
| «Killing Yourself»             | Кантрелл, Стейлі               | 1990       | неувійшло | 1990       | We Die Young                  | [ 66 ] |
| «Lab Monkey»                   | Кантрелл                       | 2012       |           | 2013       | The Devil Put Dinosaurs Here  | [ 63 ] |
| «Last Of My Kind»              | Кантрелл, Дюваль               | 2009       |           | 2009       | Black Gives Way to Blue       | [ 57 ] |
| «Lesson Learned» 💿            | Кантрелл                       | 2009       |           | 2009       | Black Gives Way to Blue       | [ 57 ] |
| «Love Song»                    | —                              | 1991       |           | 1992       | Sap                           | [ 60 ] |
| «Love, Hate, Love»             | Стейлі, Кантрелл               | 1990       |           | 1990       | Facelift                      | [ 62 ] |
| «Low Ceiling»                  | Кантрелл, Айнез, Кінні         | 2012       |           | 2013       | The Devil Put Dinosaurs Here  | [ 63 ] |
| «Lying Season»                 | Стейлі, Кантрелл               | 1991       | неувійшло | 1999       | Music Bank                    | [ 3 ]  |
| «Man in the Box» 💿            | Стейлі, Кантрелл               | 1990       |           | 1990       | Facelift                      | [ 62 ] |
| «Maybe»                        | Кантрелл                       | 2018       |           | 2018       | Rainier Fog                   | [ 59 ] |
| «Never Fade» 💿                | Кантрелл, Дюваль               | 2018       |           | 2018       | Rainier Fog                   | [ 59 ] |
| «No Excuses» 💿                | Кантрелл                       | 1993       |           | 1994       | Jar of Flies                  | [ 64 ] |
| «Nothin' Song»                 | Стейлі, Кантрелл, Кінні        | 1995       |           | 1995       | Alice in Chains               | [ 58 ] |
| «Nutshell»                     | Стейлі, Кантрелл, Айнез, Кінні | 1993       |           | 1994       | Jar of Flies                  | [ 64 ] |
| «Over Now» 💿                  | Кантрелл, Кінні                | 1995       |           | 1995       | Alice in Chains               | [ 58 ] |
| «Phantom Limb»                 | Кантрелл, Айнез, Кінні, Дюваль | 2012       |           | 2013       | The Devil Put Dinosaurs Here  | [ 63 ] |
| «Pretty Done»                  | Кантрелл                       | 2012       |           | 2013       | The Devil Put Dinosaurs Here  | [ 63 ] |
| «Private Hell»                 | Кантрелл                       | 2009       |           | 2009       | Black Gives Way to Blue       | [ 57 ] |
| «Put You Down»                 | Кантрелл                       | 1990       |           | 1990       | Facelift                      | [ 62 ] |
| «Queen of the Rodeo»           | Стейлі, Сільвер                | 1990       | наживо    | 1999       | Music Bank                    | [ 3 ]  |
| «Rain When I Die»              | Кантрелл, Стейлі, Кінні, Старр | 1992       |           | 1992       | Dirt                          | [ 61 ] |
| «Rainier Fog» 💿               | Кантрелл, Айнез, Кінні         | 2018       |           | 2018       | Rainier Fog                   | [ 59 ] |
| «Real Thing»                   | Стейлі, Кантрелл               | 1990       |           | 1990       | Facelift                      | [ 62 ] |
| «Red Giant»                    | Кантрелл                       | 2018       |           | 2018       | Rainier Fog                   | [ 59 ] |
| «Right Turn»                   | Кантрелл                       | 1991       |           | 1992       | Sap                           | [ 60 ] |
| «Rooster» 💿                   | Кантрелл                       | 1992       |           | 1992       | Dirt                          | [ 61 ] |
| «Rotten Apple»                 | Стейлі, Айнез, Кантрелл        | 1993       |           | 1994       | Jar of Flies                  | [ 64 ] |
| «Scalpel»                      | Кантрелл, Айнез, Кінні         | 2012       |           | 2013       | The Devil Put Dinosaurs Here  | [ 63 ] |
| «Sea of Sorrow» 💿             | Кантрелл                       | 1990       |           | 1990       | Facelift                      | [ 62 ] |
| «Shame In You»                 | Стейлі, Кантрелл, Кінні, Айнез | 1995       |           | 1995       | Alice in Chains               | [ 58 ] |
| «Sickman»                      | Кантрелл, Стейлі               | 1992       |           | 1992       | Dirt                          | [ 61 ] |
| «Sludge Factory»               | Стейлі, Кантрелл, Кінні        | 1995       |           | 1995       | Alice in Chains               | [ 58 ] |
| «So Close»                     | Стейлі, Кантрелл, Кінні        | 1995       |           | 1995       | Alice in Chains               | [ 58 ] |
| «So Far Under» 💿              | Дюваль                         | 2018       |           | 2018       | Rainier Fog                   | [ 59 ] |
| «Social Parasite»              | Кантрелл                       | 1988       | демо      | 1999       | Music Bank                    | [ 3 ]  |
| «Stone» 💿                     | Кантрелл                       | 2012       |           | 2013       | The Devil Put Dinosaurs Here  | [ 63 ] |
| «Sunshine»                     | Кантрелл                       | 1990       |           | 1990       | Facelift                      | [ 62 ] |
| «Swing on This»                | Стейлі, Кантрелл, Кінні, Айнез | 1993       |           | 1994       | Jar of Flies                  | [ 64 ] |
| «Take Her Out»                 | Кантрелл                       | 2009       |           | 2009       | Black Gives Way to Blue       | [ 57 ] |
| «Tears» 💿                     | Лі                             | 2016       | кавер     | 2016       | VA — 2112                     | [ 69 ] |
| «The Devil Put Dinosaurs Here» | Кантрелл, Айнез, Кінні         | 2012       |           | 2013       | The Devil Put Dinosaurs Here  | [ 63 ] |
| «The One You Know» 💿          | Кантрелл                       | 2018       |           | 2018       | Rainier Fog                   | [ 59 ] |
| «Them Bones» 💿                | Кантрелл                       | 1992       |           | 1992       | Dirt                          | [ 61 ] |
| «Voices» 💿                    | Кантрелл                       | 2012       |           | 2013       | The Devil Put Dinosaurs Here  | [ 63 ] |
| «We Die Young» 💿              | Кантрелл                       | 1990       |           | 1990       | We Die Young                  | [ 66 ] |
| «Whale & Wasp»                 | Кантрелл                       | 1993       |           | 1994       | Jar of Flies                  | [ 64 ] |
| «What the Hell Have I» 💿      | Кантрелл                       | 1993       | неувійшло | 1993       | OST Last Action Hero          | [ 56 ] |
| «Whatcha Gonna Do»             | Кантрелл, Стейлі               | 1988       | демо      | 1999       | Music Bank                    | [ 3 ]  |
| «When the Sun Rose Again»      | Кантрелл                       | 2009       |           | 2009       | Black Gives Way to Blue       | [ 57 ] |
| «Would?» 💿                    | Кантрелл                       | 1991       |           | 1992       | OST Singles                   | [ 70 ] |
| «Your Decision» 💿             | Кантрелл                       | 2009       |           | 2009       | Black Gives Way to Blue       | [ 57 ] |

## Статистика
| Пісні за авторами | Пісні за авторами |
| ----------------- | ----------------- |
| Джеррі Кантрелл   | 88 пісень         |
| Лейн Стейлі       | 34 пісні          |
| Шон Кінні         | 22 пісні          |
| Майк Айнез        | 18 пісень         |
| Вільям Дюваль     | 5 пісень          |
| Майк Старр        | 4 пісні           |
| інші              | 2 пісні           |

| Пісні за альбомами | Пісні за альбомами                              | Пісні за альбомами |
| ------------------ | ----------------------------------------------- | ------------------ |
| 1990               | Alice in Chains — We Die Young                  | 3 пісні            |
| 1990               | Alice in Chains — Facelift                      | 10 пісень          |
| 1992               | Alice in Chains — Sap                           | 5 пісень           |
| 1992               | Саундтрек до фільму «Одинаки»                   | 1 пісня            |
| 1992               | Alice in Chains — Dirt                          | 12 пісень          |
| 1993               | Саундтрек до фільму «Останній кіногерой»        | 2 пісні            |
| 1994               | Alice in Chains — Jar of Flies                  | 7 пісень           |
| 1995               | Alice in Chains — Alice in Chains               | 12 пісень          |
| 1996               | Alice in Chains — MTV Unplugged                 | 1 пісня            |
| 1999               | Alice in Chains — Nothing Safe: Best of the Box | 1 пісня            |
| 1999               | Alice in Chains — Music Bank                    | 7 пісень           |
| 2009               | Alice in Chains — Black Gives Way to Blue       | 11 пісень          |
| 2013               | Alice in Chains — The Devil Put Dinosaurs Here  | 12 пісень          |
| 2016               | Rush — 2112 (юбілейне видання)                  | 1 пісня            |
| 2018               | Alice in Chains — Rainier Fog                   | 10 пісень          |
| Загалом            | Загалом                                         | 95 пісень          |